# Conquest (film, 2011)
Pour les articles homonymes, voir Conquest.
Pour plus de détails, voir Fiche technique et Distribution.
Conquest (Nova Zembla) est un long-métrage néerlandais historique et d'aventures,,,réalisé par Reinout Oerlemans et sorti en 2011.

## Synopsis
L'histoire s'inspire du troisième voyage de Willem Barentsz et de Jacob van Heemskerk (1596-1597) à la Nouvelle-Zemble. Alors que l'explorateur néerlandais cherchait un passage vers l'Asie en empruntant la route du nord-est à travers l'océan Arctique, l'équipage, pris dans les glaces, dut hiverner sur cet archipel avant de revenir aux Pays-Bas l'année suivante. L'histoire est racontée du point de vue de Gerrit de Veer, officier d'équipage, qui a gardé un journal tout au long du périple et qui le publia à son retour.

## Fiche technique
- Titre : Conquest
- Titre original : Nova Zembla
- Réalisation : Reinout Oerlemans
- Scénario : Hugo Heinen, sur une idée de Reinout Oerlemans, d'après le journal Gerrit de Veer
- Musique : Melcher Meirmans, Merlijn Snitker et Chrisnanne Wiegel
- Photographie : Lennert Hillege
- Montage : Michiel Reichwein
- Production : Hans De Weers et Reinout Oerlemans
- Société de production : Eyeworks Film & TV Drama, Investment Fund Nova Zembla, Inspire Pictures, Eyeworks, RTL Entertainment et Saga Film
- Pays :  Pays-Bas
- Genre : Drame, aventure et historique
- Durée : 108 minutes
- Dates de sortie : 
  -  Pays-Bas : 24 novembre 2011

## Distribution
- Robert de Hoog : Gerrit de Veer
- Derek de Lint : Willem Barentsz
- Victor Reinier : Jacob van Heemskerck
- Jan Decleir : Petrus Plancius
- Doutzen Kroes : Catharina Plancius
- Teun Kuilboer : Pieter Vos
- Semmy Schilt : Claes
- Juda Goslinga : Laurens
- Mads Wittermans : le chirurgien
- Jochum van der Woude : Jan Fransz van Haerlem
- Herman Egbers : Harmen
- Arjan Duine : Oene
- Arend Brandligt : Adriaan
- Bas Keijzer : le coq
- Remon de Koning : Ginger

## Tournage
- Le tournage a eu lieu en Belgique, en Islande, au Canada et aux Pays-Bas.
- Les vues d'Amsterdam ont été en réalité tournées à Bruges, en Belgique.

## Bande sonore
La bande sonore a été remixée par le DJ néerlandais Armin van Buuren.

## Source de la traduction
- (nl) Cet article est partiellement ou en totalité issu de l’article de Wikipédia en néerlandais intitulé « Nova Zembla (film) » (voir la liste des auteurs).